# StG 44
StG 44 (abreviere de la Sturmgewehr 44, „pușca de asalt 44”) este o pușcă de asalt germană dezvoltată în timpul celui de-Al Doilea Război Mondial, care a fost prima pușcă de asalt modernă. De asemenea, este cunoscută sub denumirile MP 43 și MP 44 (Maschinenpistole 43, respectiv Maschinenpistole 44), care denotă versiunile anterioare de dezvoltare ale aceleași arme cu unele diferențe.
Dezvoltat din MKB 42 (H), StG 44 a combinat caracteristicile de carabină, pistol-mitralieră și pușcă automată. StG 44 este o abreviere de la Sturmgewehr. Numele a fost ales personal de către Adolf Hitler, din motive de propagandă și înseamnă literal „pușcă de asalt” (Sturm, în germană, înseamna „asalt” sau „furtună”). Unele surse contestă faptul că Hitler a avut mult de-a face cu alegerea noului nume în afară de semnarea ordinului. După adoptarea denumirii de StG 44, traducerea în limba engleză de „pușcă de asalt” (assault rifle) a devenit denumirea acceptată pentru acest tip de armă de infanterie.

## Utilizatori
- Germania
- Argentina
- Cehoslovacia
- Germania de Est
- Franța
- Israel
- Iugoslavia
- Coaliția Națională Siriană
- Germania de Vest
- Polonia (capturate)
- Uniunea Sovietică (capturate)
- Croația
- Ungaria
- Vietnamul de Nord
- Algeria
- Burkina Faso
- Djibouti
- Somalia
- România